# 魔

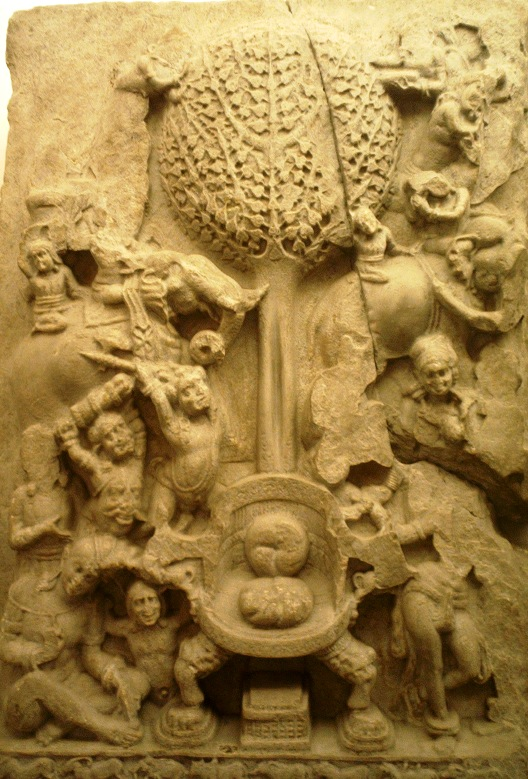
Mara's assault on the Buddha (an iconic representation: the Buddha is only symbolized by his throne), 2nd century, Amaravati, India.

魔羅（藏文：bdud），又稱魔，佛教神話中的惡魔，指夺人生命，且障碍善事之恶鬼。若梵汉并举则称为魔障。
在原始佛教中，魔是居住在天界的天人，他們的首領名叫波旬，出於嫉妒，曾經企圖阻止釋迦牟尼證悟成佛。在釋迦牟尼佛開始傳教之後，也曾經多次擾亂僧團弟子。
佛教認為，任何能夠阻擾修行的障礙，都可以稱為魔。因此，在內心中的不安、憤怒、貪心等煩惱，都能被稱為魔。

## 释义
魔羅（梵文：Māra），意译杀者、夺命、能夺命者、障碍。它可能源自於古印度神話中的閻摩(Yama)。依《梨俱吠陀》所述，閻摩为死神，住在天界，他是第一位亡者，所以為亡者引路。它源自於原始印歐語詞根*mer，意思是死亡。歐洲的睡魔（mare，nightmare），斯拉夫神話中掌管死亡的女神Marzanna，拉托維亞神話的大地女神Māra，都源自於同一個字根。
為了符合漢語習慣，魔羅被簡稱為魔。古译经论多作磨，至南朝梁武帝时，以其为能恼人者，遂改作魔。

## 身份
据《长阿含》卷二十〈忉利天品〉、《过去现在因果经》卷三、《瑜伽师地论》卷四等所说，魔王住于欲界第六他化自在天之高处。另据《长阿含》卷二〈游行经〉、《增一阿含经》卷二十七、《佛本行集经》卷二十五所述，魔王名为波旬，有色力、声力、香力、味力、细滑力等五力，又有魔女魔鬼等，常扰乱佛及其弟子等，妨碍善事。
原似根据夜摩之思想而来。依《梨俱吠陀》所述，夜摩为死神，住在天界最远之处，常以‘死’为使者而夺取人之生命。由此可见，其意与具‘杀者’语义之‘魔’有相通之处。但至欲界六天之说兴起，则认为夜摩住于第三天，佛教另以湿婆为魔神，而将之置于第六他化自在天，号破坏正法之恶魔，即天子魔。
此外，又有自内观方面以解说‘魔’之语义者，由此乃有烦恼魔、五阴魔等四魔说。《大毗婆沙论》卷一九七云（大正27·984c）∶‘以诸烦恼害善法，故说名为魔。’《大智度论》卷五云（大正25·99c）∶‘夺慧命，坏道法，功德善本，是故名为魔。’此处之‘魔’主要以‘破坏’为其语义。又，《大智度论》卷六十八说夜有烦恼魔、五众魔、死魔、天子魔等四种，其下并谓‘魔，秦言能夺命者，死魔实能夺命，而其余亦能作夺命之因缘，亦夺智慧之命，是故名杀者’云云。《瑜伽师地论》卷二十九阐明五阴魔为死之所依，烦恼魔令感当来之生而至死，死魔正是死之自性，天子魔障碍欲超越死者，故共名为魔。此中，以‘死’通为‘魔’之语义，即根据夜摩之思想而来，实则其中唯有死魔相当于夜摩，天子魔指破坏正法之湿婆，烦恼与五阴二魔则是从天子魔之义转来者。

此外，旧译《华严经》卷四十二谓魔有十种，贪着五阴称为五阴魔，烦恼能染污障碍称为烦恼魔，自憍慢称为心魔，远离受生称为死魔，起憍慢放逸之心称为天魔，心无悔称为失善根魔，味著称为三昧魔，于彼生着心称为善知识魔，不能出生诸大愿称为不知菩提正法魔；《大乘法苑义林章》卷六（本）又总括为分段、变易二魔。‘烦恼障’障碍三乘称为分段魔，‘所知障’障碍菩萨称为变易魔。分段、变易二魔各有烦恼等四魔，故总成八魔。凡此皆系以广义解释‘魔’之语义。
另外，《法华经》卷五〈安乐品〉自烦恼魔等四魔中，除去天魔，而揭举五阴魔、烦恼魔、死魔。《骂意经》更列出天、罪、行、恼、死等五魔，此系于上述四魔之外复加罪魔而来。《涅盘经》则在四魔之上另加无常、无我等四倒，而成八魔。其他，如《摩诃止观》卷八（下），曾就修禅中所起之魔而广加分别；《大乘起信论》亦说及有为魔邪诸鬼所恼乱之事。
此外，依《普曜经》卷六〈降魔品〉所载，释尊成道之际，魔王波旬曾派遣欲妃、悦彼、快观、见从等四女前来扰乱。迦叶佛时，有头师魔王出现。《杂阿含经》卷三十九、卷四十五等处曾述及佛陀降魔之事。《中阿含经》卷三十亦述及有关佛弟子目连降魔之事迹。

## 魔之分类
魔之分类有∶
1. 内魔、外魔，内魔由自身产生障碍，外魔则系自他身而来之障碍。《定善义传通记》卷三谓四魔之中，以天魔为外魔，其他三魔为内魔。又有就分段、变易二身而分，或从烦恼、所知二障而分。
2. 五阴魔、烦恼魔、死魔三者，《法华经》卷五〈安乐品〉云（大正9·39a）‘见圣贤军与五阴魔、烦恼魔、死魔共战，有大功勋，灭三毒，出三界，破魔网。’此三魔乃自四魔中，除去天魔者。
3. 烦恼魔、五阴魔、死魔、天魔四者，出自北本《涅盘经》卷二、《瑜伽师地论》卷二十九等。又，《超日明三昧经》卷上所谓身魔、欲尘魔、死魔、天魔者，亦同于上述之四魔。《大乘法苑义林章》卷六释之云（大正45·348b）∶‘烦多扰乱名为烦恼；色等积聚名之为蕴；将尽、正尽、尽已名死；神用光洁自在名天。此四即魔。’
4. 天、罪、行、恼、死等五魔，出于《骂意经》。乃于上记四魔，复加罪魔。
5. 《涅盘经》谓四魔加无常、无我等四倒，而成八魔；又谓分段、变易二身各有四魔，故成八魔。
6. 《大乘法苑义林章》卷六列欲、忧愁、饥渴、爱、睡眠、怖畏、疑、毒、名利、自高慢等十魔。[6]
7. 《华严经大疏钞》卷二十亦列举蕴、烦恼、业、心、死、天、善根、三昧、善知识、菩提法智等十魔。[7]

## 资料来源
1. ↑  《大乘法苑义林章》卷六云（大正45·348b）∶‘梵云魔罗，此云扰乱、障碍、破坏，扰乱身心，障碍善法，破坏胜事，故名魔罗。’
2. ↑  《大毗婆沙论》卷五十二云（大正27·272b）∶‘何故名魔？答∶断慧命故，或常放逸而自害故。’
3. ↑  《大智度论》卷五云（大正25·99c）∶‘夺慧命，坏道法、功德、善本，是故名为魔；诸外道人辈言，是名欲主，亦名华箭，亦名五箭。破种种善事故，佛法中名为魔罗；是业是事，名为魔事。’
4. ↑  《瑜伽师地论》卷二十九云（大正30·448a）∶‘或见在家及出家众欢娱杂处，或见恶友共相杂住，便生欢喜，心乐趣入，当知一切皆是魔事；于佛法僧苦集灭道，此世他世，若生疑惑，当知一切皆是魔事。（中略）若于利养恭敬称誉，心乐趣入，（中略）当知一切皆是魔事。’
5. ↑  《大智度论》卷五又云（大正25·99b）∶‘除诸法实相，余残一切法尽名为魔，如诸烦恼、结使、欲缚、取缠、阴界入、魔王、魔民、魔人，如是等尽名为魔。’同书卷五十六云（大正25·458c）∶‘魔作龙身种种异形、可畏之像，夜来恐怖行者；或现上妙五欲，坏乱菩萨。’
6. ↑  并释云（大正45·348b）∶‘可欣名欲，心戚名忧愁，悕求食饮名饥渴，耽欲名爱，令心昧略名睡眠，有所恐怯名怖畏，犹豫两端名疑，损恼身心名毒，悕誉贪财曰名利，自举陵他名高慢。欲等即魔，亦持业释。’
7. ↑  并释之云∶贪着五蕴为蕴魔；执着五尘境，起一切烦恼为烦恼魔；一切恶业为业魔；高慢心为心魔；命终为死魔；他化天大魔王为天魔；执着所修善根为善根魔；耽着所得禅定，不求升进为三昧魔；悭吝法，不开导他人为善知识魔；着菩提智为菩提法智魔。